# Премијер лига Белорусије у фудбалу
Премијер лига Белорусије у фудбалу или (блр. Вышэйшая ліга) је највиша фудбалска лига у Белорусији. Обично се састојала од 11 или 17 клубова. Међутим, од сезоне 2019. Премијер лига Белорусије има први пут 16 клубова. На крају сезоне две последњепласиране екипе испадају у Прву лигу које замењују две првопласиране екипе из Прве лиге. Сваки тим игра другим тимом два пута током сезоне. Такмичење се одржава у организавији Фудбалског савеза Белорусије.
Са 15 титула екипа Бате Борисова је најуспешнији тим лиге, док је тренутни првак епипа Шахтјор Солигорск.

## Историја
Премијер лига Белорусије је основана 1992. Први учесници су били једина белоруска екипа које је играла бившој совјетској главној лиги Динамо Минск, још пет екипа које су се такмичеле на нижим нивоима такмичења у СССР, а осталих 10 екипа би биле чланице Прве лиге Белоруске ССР.
Одлучено је да се промени систем такмичења, односно да се промени сезона лиге од совјетског стила (једногодишња) у европски систем играња у две године (јесен-пролеће). Да би то омогућили, прво првенство у сезони (1992) је одиграна са 16 екипа по једностуки лига систем од 15 кола (утакмице без реванша). Лига је почела 18. априла, а завршила 20. јуна. Због скраћења сезоне из лиге није испала ниједна екипа а лига је попуњена једном екипом из прве лиге. Тако је сезона 1992/93 одиграна са 17 екипа, да би већ од следеће била враћена на 16 екипа. У 1995. експеримент са системом јесен-пролеће, показао се неуспешним и неподобним за фудбал због лоших временских услова у Белорусији у касно лето и рано пролеће, па је донета је одлука да се сезона врати на играње у једној години. 1995 такмичење је одржано као и у првој сезони (само пола сезоне) да би од почетка следеће сезоне 1996. почело играње од априла до октобра.
До 2000. број екипа у лиги се мењао неколико пута. У 2001. лига је сведена на 14 клубова, али у 2003. је проширена поново на 16. Почетком 2005, пошто су се два клуба повукла пре почетка сезоне, лига је поново сведена на 14 клубова, да би се опет проширила на 16 у 2008. Исте године донета је одлука да се постепено смањује број клубова лиге, па је смањен на 14 у 2009. и коначно 12 у 2010. У сезони 2010. сви тимови ће први пут међусобно играти три пута. Играће се укупно 33 утакмице по две кући а једна у гостима или обрнуто.
У првим првенствима у лиги је доминирао Динамо Минск, који је освојио лигу 5 пута за редом (сва сезоне између 1992 и 1995). Током наредних 10 сезона 7 различитих тимова је успело да заврши сезону као победник: Славија Мозир (1996), Динамо Минск (1997, 2004), Дњепро Могиљов (1998), Бате Борисов (1999, 2002), Белшина Бабрујск (2001), Гомел (2003), Шахтјор Солигонск (2005). Од 2006. лидер лиге је Бате Борисов, који је освојио четири првенства заредом (2006-2009) и постао први белоруски тим који стигао до групне фазе Лиге шампиона 2008/09. и УЕФА Лиги Европе 2009/10.

## Премијер лига Белорусије 2020.
| Екипа         | Место        | Стадион                | Капацитет | Пласман 2019. |
| ------------- | ------------ | ---------------------- | --------- | ------------- |
| БАТЕ          | Борисов      | Борисов Арена          | 12.896    | 2             |
| Белшина       | Бабрујск     | Спартак, Бабрујск      | 3.700     | 1 (Прва лига) |
| Динамо Брест  | Брест        | ОСК Брестски           | 10.060    | 1             |
| Динамо Минск  | Минск        | Стадион Динамо         | 22.500    | 4             |
| Енергетик БГУ | Минск        | Стадион РЦОП БГУ       | 1.500     | 12            |
| Гарадзеја     | Гарадзеја    | Стадион Гарадзеја      | 1.625     | 7             |
| Ислоч         | Мински рејон | Стадион Минск          | 3.000     | 5             |
| Минск         | Минск        | Стадион Минск          | 3.000     | 10            |
| Неман         | Гродно       | Стадион Неман          | 8.500     | 9             |
| Рух           | Брест        | Стадион Јуност         | 2.310     | 3 (Прва лига) |
| Шахтјор       | Салигорск    | Стадион Стротељ        | 4.200     | 3             |
| Славија       | Мозир        | Стадион Јуност (Мозир) | 5.300     | 8             |
| Слуцк         | Слуцк        | Градски стадион        | 1.896     | 11            |
| Смаљавичи     | Смаљавичи    | Стадион Озјорни        | 1.600     | 2 (Прва лига) |
| Торпедо       | Жодзина      | Стадион Торпедо        | 3.020     | 6             |
| Витебск       | Витебск      | ЦСК Витепск            | 8.100     | 13            |

## Прваци Прве лиге Белоруске ССР
| - 1934 BVO (Minsk) - 1935 BVO (Minsk) - 1936 BVO (Minsk) - 1937 Динамо (Минск) - 1938 Динамо (Минск) - 1939 Динамо (Минск) - 1940 DKA (Minsk) - 1941-44 непознато - 1945 Динамо (Минск) - 1946 ODO (Minsk) - 1947 Torpedo (Minsk) - 1948 Трактор МТЗ (Минск) - 1949 Трактор МТЗ (Минск) - 1950 ODO (Minsk) | - 1951 Динамо (Минск) - 1952 ODO (Minsk) - 1953 Spartak (Minsk) - 1954 ODO (Pinsk) - 1955 FSM (Minsk) - 1956 Динамо (Минск) - 1957 Sputnik (Minsk) - 1958 Spartak (Bobruisk) - 1959 Minsk (city team) - 1960 Sputnik (Minsk) - 1961 Volna (Pinsk) - 1962 Torpedo (Minsk) - 1963 Naroch' (Molodechno) - 1964 SKA (Minsk) | - 1965 SKA (Minsk) - 1966 Torpedo (Minsk) - 1967 Torpedo (Minsk) - 1968 Sputnik (Minsk) - 1969 Torpedo (Minsk) - 1970 Торпедо (Жодино) - 1971 Торпедо (Жодино) - 1972 Stroitel' (Bobruisk) - 1973 Stroitel' (Bobruisk) - 1974 БАТЕ (Борисов) - 1975 Динамо (Минск) - 1976 БАТЕ (Борисов) - 1977 Sputnik (Minsk) - 1978 Shinnik (Bobruisk) | - 1979 БАТЕ (Борисов) - 1980 Торпедо (Жодино) - 1981 Торпедо (Жодино) - 1982 Torpedo (Mogilev) - 1983 Obuvschik (Lida) - 1984 Orbita (Minsk) - 1985 Obuvschik (Lida) - 1986 Obuvschik (Lida) - 1987 Shinnik (Bobruisk) - 1988 Sputnik (Minsk) - 1989 Obuvschik (Lida) - 1990 Sputnik (Minsk) - 1991 Metallurg (Molodechno) |

## Победници Премијер лиге и голгетери
| Сезона  | Првак                              | Други                     | Трећи                | Голгетер                                                                 |
| ------- | ---------------------------------- | ------------------------- | -------------------- | ------------------------------------------------------------------------ |
| 1992.   | Динамо Минск                       | Дњепро Могиљов            | Динамо Брест         | Andrey Skorobogatko (Дњепро Могиљов) (11)                                |
| 1992/93 | Динамо Минск                       | КИМ Витебск               | Беларус Минск        | Сергеј Барановскиј (Динамо Минск) (19)                                   |
| 1993/94 | Динамо Минск                       | Динамо-93 Минск           | КИМ Витебск          | Pyotr Kachuro (Динамо-93 Минск / Динамо Минск) (21)                      |
| 1994/95 | Динамо Минск                       | Двина Витебск             | Динамо-93 Минск      | Павел Ставров (Динамо-93 Минск) (19)                                     |
| 1995    | Динамо Минск                       | MPKC Mozyr                | Динамо-93 Минск      | Sergey Yaromko (MPKC Mozyr) (16)                                         |
| 1996    | MPKC Mozyr                         | Динамо Минск              | Белшина Бабрујск     | Андреј Хлебосолов (Белшина Бабрујск) (34)                                |
| 1997    | Динамо Минск                       | Белшина Бабрујск          | Локомотив-96 Витебск | Андреј Хлебосолов (Белшина Бабрујск) (19)                                |
| 1998    | Дњепро-Трансмаш Могиљов            | БАТЕ Борисов              | Белшина Бабрујск     | Сергеј Јаромко (Торпедо Минск) (19)                                      |
| 1999    | БАТЕ Борисов                       | Slavia Mozyr              | Гомељ                | Valery Strypeykis (Slavia Mozyr) (21)                                    |
| 2000    | Slavia Mozyr                       | БАТЕ Борисов              | Динамо Минск         | Раман Васињук (Slavia Mozyr) (31)                                        |
| 2001    | Белшина Бабрујск                   | Динамо Минск              | БАТЕ Борисов         | Сергеј Давидов (Неман-Белкард Гродно) (25)                               |
| 2002    | БАТЕ Борисов                       | Неман Гродно              | Шахтјор Солигорск    | Valery Strypeykis (Белшина Бабрујск) (18)                                |
| 2003    | Гомељ                              | БАТЕ Борисов              | Динамо Минск         | Генади Близњук (Гомељ) (18) Сергеј Корниленко (Динамо Минск) (18)        |
| 2004    | Динамо Минск                       | БАТЕ Борисов              | Шахтјор Солигорск    | Valery Strypeykis (Нафтан Новополоцк) (18)                               |
| 2005    | Шахтјор Солигорск                  | Динамо Минск              | МТЗ-РИПО Минск       | Valery Strypeykis (Нафтан Новополоцк) (16)                               |
| 2006    | БАТЕ Борисов                       | Динамо Минск              | Шахтјор Солигорск    | Alyaksandr Klimenka (Shakhtyor Soligorsk) (17)                           |
| 2007    | БАТЕ Борисов                       | Гомељ                     | Шахтјор Солигорск    | Рамон Васиљук (Гомељ) (24)                                               |
| 2008    | БАТЕ Борисов                       | Динамо Минск              | МТЗ-РИПО Минск       | Gennadi Bliznyuk (БАТЕ Борисов) (16) Витали Родионов (БАТЕ Борисов) (16) |
| 2009    | БАТЕ Борисов                       | Динамо Минск              | Дњепро Могиљов       | Maycon (Гомељ) (15)                                                      |
| 2010    | БАТЕ Борисов                       | Шахтјор Солигорск         | Минск                | Renan Bressan (БАТЕ Борисов) (15)                                        |
| 2011    | БАТЕ Борисов                       | Шахтјор Солигорск         | Гомељ                | Renan Bressan (БАТЕ Борисов) (13)                                        |
| 2012    | БАТЕ Борисов                       | Шахтјор Солигорск         | Динамо Минск         | Дмитри Асипенка (Шахтјор Солигорск) (14)                                 |
| 2013    | БАТЕ Борисов                       | Шахтјор Солигорск         | Динамо Минск         | Витоли Родионов (БАТЕ Борисов) (14)                                      |
| 2014    | БАТЕ Борисов                       | Динамо Минск              | Шахтјор Солигорск    | Микалај Јануш (Шахтјор Солигорск) (15)                                   |
| 2015    | БАТЕ Борисов                       | Динамо Минск              | Шахтјор Солигорск    | Микалај Јануш (Шахтјор Солигорск) (15)                                   |
| 2016    | БАТЕ Борисов                       | Шахтјор Солигорск         | Динамо Минск         | Витоли Родионов (БАТЕ Борисов) (16) Михаил Гордејчук (БАТЕ Борисов) (16) |
| 2017    | БАТЕ Борисов                       | Динамо Минск              | Шахтјор Солигорск    | Михаил Гордејчук (БАТЕ Борисов) (18)                                     |
| 2018    | БАТЕ Борисов                       | Шахтјор Солигорск         | Динамо Минск         | Павел Савитски (Динамо Брест) (15)                                       |
| 2019    | Динамо Брест                       | БАТЕ Борисов              | Шахтјор Солигорск    | Иља Шкурин (Енергетик БГУ) (19)                                          |
| 2020    | Шахтјор Солигорск                  | БАТЕ Борисов              | Торпедо Жодино       | Максим Скавиш (БАТЕ Борисов) (19)                                        |
| 2021    | Шахтјор Солигорск                  | БАТЕ Борисов              | Динамо Минск         | Дембо Дарбое (Шахтјор Солигорск) (19)                                    |
| 2022    | Шахтјор Солигорск (одузета титула) | Енергетик БГУ (поништено) | БАТЕ Борисов         | Бобур Абдихоликов (Енергетик БГУ) (26)                                   |

## Учинак клубова
| Екипе             | Првак                                                                                         | Други                                                    | Трећи                                              |
| ----------------- | --------------------------------------------------------------------------------------------- | -------------------------------------------------------- | -------------------------------------------------- |
| БАТЕ Борисов      | 15 (1999, 2002, 2006, 2007, 2008, 2009, 2010, 2011, 2012, 2013, 2014, 2015, 2016, 2017, 2018) | 7 (1998, 2000, 2003, 2004, 2019, 2020, 2021)             | 2 (2001, 2022)                                     |
| Динамо Минск      | 7 (1992, 1992/93, 1993/94, 1994/95, 1995, 1997, 2004)                                         | 9 (1996, 2001 ,2005, 2006, 2008, 2009, 2014, 2015, 2017) | 7 (2000, 2003, 2012, 2013, 2016, 2018, 2021)       |
| Шахтјор Солигорск | 3 (2005, 2020, 2021)                                                                          | 6 (2010, 2011, 2012, 2013, 2016, 2018)                   | 8 (2002, 2004, 2006, 2007, 2014, 2015, 2017, 2019) |
| Славија Мозир     | 2 (1996, 2000)                                                                                | 2 (1995, 1999)                                           |                                                    |
| Гомељ             | 1 (2003)                                                                                      | 1 (2007)                                                 | 2 (1999, 2011)                                     |
| Белшина Бабрујск  | 1 (2001)                                                                                      | 1 (1997)                                                 | 2 (1996, 1998)                                     |
| Дњепро Могиљов    | 1 (1998)                                                                                      | 1 (1992)                                                 | 1 (2009)                                           |
| Динамо Брест      | 1 (2019)                                                                                      | —                                                        | 1 (1992)                                           |
| Витебск           | —                                                                                             | 2 (1992/93, 1994/95)                                     | 2 (1993/94, 1997)                                  |
| Динамо-93 Минск   | —                                                                                             | 1 (1993/94)                                              | 3 (1992/93, 1994/95, 1995)                         |
| Неман Гродно      | —                                                                                             | 1 (2002)                                                 | —                                                  |
| Партизан Минск    | —                                                                                             | —                                                        | 2 (2005, 2008)                                     |
| Минск             | —                                                                                             | —                                                        | 1 (2010)                                           |
| Торпедо Жодино    | —                                                                                             | —                                                        | 1 (2021)                                           |

## Вечна табела клубова Премијер лиге Белорусије
Стање на крају сезоне 2009.
| Плас. | Клуб1                       | Бр. сезона | Деби    | Пос. испад. | Играо2 | Победа | Нерешено | Пораз | Гол раз. | Бодови3 | Најбољи резултат                                      |
| ----- | --------------------------- | ---------- | ------- | ----------- | ------ | ------ | -------- | ----- | -------- | ------- | ----------------------------------------------------- |
| 1     | Динамо Минск                | 19         | 1992    |             | 517    | 324    | 109      | 84    | 1056–441 | 1081    | 1 (1992, 1992–92, 1993–94, 1994–95, 1995, 1997, 2004) |
| 2     | Дњепро Могиљов              | 19         | 1992    |             | 517    | 224    | 120      | 173   | 753–600  | 792     | 1 (1998)                                              |
| 3     | Shakhtyor Soligorsk         | 19         | 1992    |             | 517    | 220    | 128      | 169   | 711–596  | 788     | 1 (2005)                                              |
| 4     | БАТЕ Борисов                | 12         | 1998    |             | 336    | 223    | 63       | 50    | 682–286  | 732     | 1 (1999, 2002, 2006, 2007, 2008, 2009)                |
| 5     | Неман Гродно                | 19         | 1992    |             | 518    | 198    | 126      | 194   | 589–634  | 720     | 2 (2002)                                              |
| 6     | Динамо Брест                | 19         | 1992    |             | 517    | 181    | 127      | 209   | 626–679  | 670     | 3 (1992)                                              |
| 7     | Витебск                     | 17         | 1992    |             | 461    | 182    | 116      | 163   | 553–547  | 662     | 2 (1992/93, 1994/95)                                  |
| 8     | Гомељ                       | 16         | 1992    | 2009        | 442    | 186    | 88       | 168   | 596–581  | 646     | 1 (2003)                                              |
| 9     | Torpedo-SKA Minsk           | 14         | 1992    | 2004        | 383    | 151    | 106      | 126   | 457–416  | 559     | 4 (2002, 2003)                                        |
| 10    | Белшина Бабрујск            | 13         | 1993–94 |             | 362    | 148    | 65       | 149   | 532–495  | 509     | 1 (2001)                                              |
| 11    | Slavia Mozyr                | 11         | 1995    | 2005        | 302    | 138    | 60       | 104   | 502–409  | 474     | 1 (1996, 2000)                                        |
| 12    | Нафтан Новополоцк           | 13         | 1996    |             | 369    | 123    | 65       | 181   | 471–604  | 434     | 4 (2009)                                              |
| 13    | Торпедо Жодино              | 10         | 1992    |             | 267    | 101    | 61       | 105   | 314–310  | 364     | 4 (2004, 2005, 2007)                                  |
| 14    | Динамо-93 Минск             | 7          | 1992–93 | 1998        | 181    | 99     | 43       | 39    | 296–157  | 340     | 2 (1993/94)                                           |
| 15    | Molodechno-2000             | 12         | 1992    | 2003        | 323    | 80     | 80       | 163   | 339–490  | 320     | 4 (1994/95)                                           |
| 16    | Торпедо-Кадино Могиљов      | 10         | 1992    | 2000        | 271    | 64     | 76       | 131   | 266–444  | 268     | 7 (1992)                                              |
| 17    | Партизан Минск              | 6          | 2004    |             | 165    | 75     | 34       | 56    | 264–211  | 259     | 3 (2005, 2008)                                        |
| 18    | Vedrich-97 Rechytsa         | 8          | 1992    | 2001        | 208    | 46     | 44       | 118   | 167–327  | 182     | 8 (1992)                                              |
| 19    | Darida Minsk Raion          | 6          | 2003    | 2008        | 168    | 44     | 38       | 86    | 165–252  | 170     | 8 (2006)                                              |
| 20    | Bobruisk                    | 5          | 1992    | 1995        | 122    | 44     | 34       | 44    | 119–145  | 166     | 4 (1992)                                              |
| 21    | Лида                        | 7          | 1992    | 2000        | 182    | 38     | 46       | 98    | 144–289  | 160     | 8 (1994–95)                                           |
| 22    | Атака Минск                 | 3          | 1995    | 1997        | 75     | 29     | 16       | 30    | 86–93    | 103     | 4 (1995)                                              |
| 23    | Локомотив Минск             | 4          | 2003    | 2008        | 112    | 23     | 25       | 64    | 100–187  | 94      | 11 (2005)                                             |
| 24    | Локомотив Витебск           | 4          | 1992    | 1994–95     | 107    | 22     | 27       | 58    | 82–181   | 93      | 10 (1993–94)                                          |
| 25    | Звезда-БГУ Минск            | 4          | 2002    | 2005        | 112    | 21     | 23       | 68    | 106–228  | 86      | 12 (2002, 2003)                                       |
| 26    | Сморгон                     | 3          | 2007    | 2009        | 82     | 18     | 26       | 38    | 58–114   | 80      | 8 (2008)                                              |
| 27    | Kommunalnik Slonim          | 3          | 1997    | 2000        | 89     | 15     | 17       | 57    | 66–191   | 62      | 11 (1997)                                             |
| 28    | Гранит Микашевичи           | 2          | 2008    | 2009        | 56     | 14     | 19       | 23    | 62–73    | 61      | 10 (2008)                                             |
| 29    | Stroitel Starye Dorogi      | 3          | 1992    | 1993–94     | 77     | 14     | 18       | 45    | 48–117   | 60      | 14 (1992, 1992–93)                                    |
| 30    | Минск                       | 2          | 2007    |             | 52     | 15     | 12       | 25    | 51–60    | 57      | 9 (2009)                                              |
| 31    | Transmash Mogilev           | 1          | 1997    | 1997        | 30     | 8      | 4        | 18    | 30–52    | 28      | 14 (1997)                                             |
| 32    | Savit Mogilev               | 1          | 2008    | 2008        | 30     | 5      | 6        | 19    | 28–61    | 21      | 15 (2008)                                             |
| 33    | Svisloch-Krovlya Osipovichi | 1          | 1999    | 1999        | 30     | 4      | 4        | 22    | 24–74    | 16      | 15 (1999)                                             |

1. За клубове који су преименовани, унесена су у имена у тих клубова у текућој сезони. Клубови који је такмиче у текућој сезони наведена су подебљаним словима.
2. Укључује и плеј оф првенства 2002, плеј оф за исападање 2004 и 14 утакмица Динама-93 у сезони 1998
3. У овој табели, свака победа вреди 3 бода. Такав систем је усвојен од сезоне 1995.

## Коефицијент УЕФА за првенства држава у сезона 09/10.
- 25  Суперлига Србије
- 26  Екстракласа
- 27  Прва лига Хрватске
- 28  Премијер лига Белорусије
- 29  Премијер лига Ирске
- 30  Прва лига Финске
- 31  Премијер лига Босне и Херцеговине

Таблица коефицијената свих лига УЕФА

## Спољашњае везе
- Званични сајт
- RSSSF.com
- Фудбалски савез Белорусије